# Lomandra brevis
Lomandra brevis är en sparrisväxtart som beskrevs av Alma Theodora Lee. Lomandra brevis ingår i släktet Lomandra och familjen sparrisväxter. Inga underarter finns listade i Catalogue of Life.